# Jean Casale
Jean Pie Hyacinthe Paul Jérôme Casale detto Marchese del Montferratto (Olmeta di Tuda, 24 settembre 1893 – Daméraucourt, 23 giugno 1923) è stato un militare e aviatore francese.

## Biografia

### I primi anni
Orfano di madre a 9 anni e di padre a 15 anni. Venne iscritto al Lycée de Bastia prima di incominciare a lavorare come autista. Chiamato al servizio di leva nel 1913, venne arruolato nell'8º reggimento di cacciatori a cavallo che aveva il quartier generale a Orléans.

### L'arruolamento e la Grande Guerra

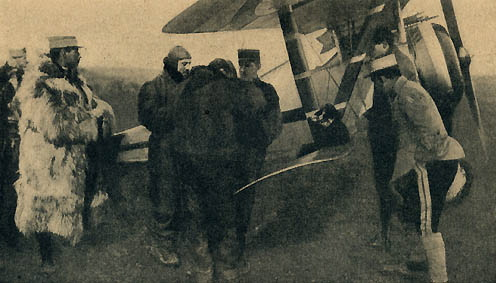
La Escadrille N23: Jacques Goüin (a sinistra), Legendre, Jean Casale, Jupin, Sabatier e Laplace.

Inviato al fronte all'inizio della prima guerra mondiale, fu ferito alla coscia il 19 agosto 1914. Ritornato in Corsica per la convalescenza, si interessò all'aviazione e apprese che lo stato maggiore stava cercando volontari per l'aviazione, decide di diventare aviatore. Entrò nel gruppo di aviazione di Digione nel dicembre 1914 e ottenne il certificato di pilota militare n. 1964 su un Maurice Farman nel marzo 1915, presso la scuola di aviazione militare di Chartres (futuro aerodromo di Chartres-Champhol). Venne quindi assegnato allo squadrone di osservazione MF 8, insieme a Jean Navarre e Georges Ortoli, e venne promosso a caporale il 5 giugno 1915.
L'8 luglio 1915 vinse la sua prima vittoria aerea abbattendo un drachen (un pallone drago, ovvero un aerostato d'osservazione tedesco). Questa vittoria gli valse la sua prima citazione il 30 settembre 1915: "Si è rivelato al suo arrivo nello squadrone, come pilota di prim'ordine per il suo coraggio, la sua audacia e lo spirito con cui ha attaccato gli aerei nemici. Sempre pronto a compiere le missioni più pericolose, ha volato più di cento ore sul nemico e è tornato più volte con il suo aereo colpito molto seriamente dai proiettili." Il 10 novembre 1915 si unì all'Escadrille N23 comandata dal capitano Robert de Beauchamp.
Il 20 gennaio 1916, Casale fu trasferito all'Escadrille N67 comandata dal capitano Villepin. Ha ricevuto la sua seconda citazione il 10 maggio 1916 e la Medaglia militare il 19 maggio. Il 15 agosto 1916 fu promosso al grado di aiutante. Tornò all'Escadrille N23 e avrebbe dovuto aspettare quasi un anno prima di essere nuovamente vittorioso. Il 2 settembre 1916, abbatté un secondo aereo nemico su Dieppe. Il 22 settembre, ha condiviso la sua terza vittoria con Maxime Lenoir, colpendo un altro Draken a nord di Douaumont. Quindi è di nuovo nell'Escadrille N23 che vince la sua quarta e quinta vittoria, il 24 novembre e il 10 dicembre, terminando l'anno 1916 con il titolo onorifico di as. Casale quindi scelse come emblema personalizzato per il suo aereo, "Corse" che verrà successivamente trasformato in "Vendetta Corsa".
Il 6 febbraio 1917 vinse la sesta vittoria su Wavrille. Un mese dopo, il 7 marzo 1917, fu nominato Cavaliere nell'Ordine della Legione d'Onore, con la seguente citazione: "Un pilota da combattimento di eccezionale energia e coraggio. Dopo che la battaglia di Verdun ha concluso più di novanta combattimenti, tornando più volte con un aereo crivellato di proiettili. Due ferite, quattro citazioni per ordine dell'esercito. L'attuale onorificenza prevede l'assegnazione della Croix de Guerre con la Palma."
il 24 giugno 1917 fu promosso al grado di sottotenente. Nel novembre 1917, l'Escadrille N23 riceve degli aerei SPAD S.XIII e cambia quindi il suo nome in SPA23. Alla fine del 1917, Casale raggiunge le nove vittorie omologate.
Il 6 marzo venne assegnato all'Escadrille SPA156 fino al 1º giugno 1918, quando cambiò la sua unità una volta e si unì all'Escadrille SPA38, comandata dal capitano Georges Madon. È all'interno di questo squadrone che Casale riportò le sue ultime quattro vittorie. Il 1º giugno abbatté un altro Draken tra Reims e Épernay, una vittoria che ha condiviso con Georges Madon. Il 20 luglio abbatté un Fokker D.VII. Fu di nuovo vittorioso il 29 ottobre e il 1º novembre 1918, a pochi giorni dall'Armistizio.

### I record del dopoguerra
Dopo la guerra, Casale iniziò una carriera civile come collaudatore presso lo stabilimento Blériot Aéronautique. Partecipò a studi sugli effetti dell'altitudine sul corpo umano. Egli batté diversi record, compresa l'altitudine (10.100 m) e batté anche questi record:
- il record di altitudine in aereo (9.650 metri), su un Nieuport 29 C1, il 14 giugno 1919.
- il record mondiale di altitudine con due passeggeri a Villacoublay (7.300 metri), su un aereo Spad-Herbemont, il 17 febbraio 1920[1].
- il record di velocità (283,464 km/h), su un biposto SPAD S.XX, il 28 febbraio 1920, a Villacoublay; record controllato e convalidato dal commissario Aéro-Club, tenente Loubignac, e dai cronometristi Gaudichard e Carpe[2].

### Morte

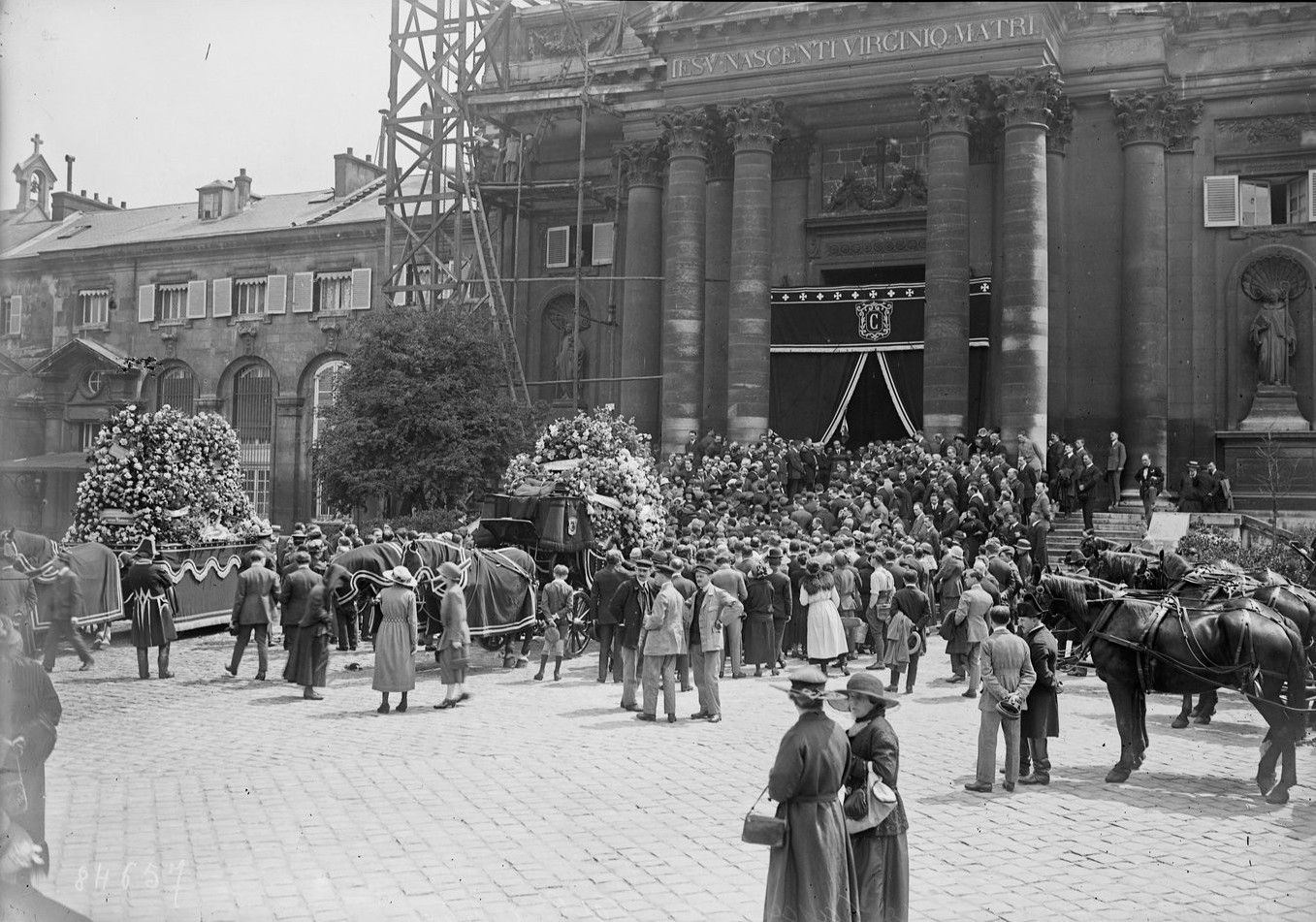
Il funerale di Jean Casale il 27 giugno 1923 nella Chiesa del Val-de-Grâce a Parigi.

Il 23 giugno 1923, intorno alle 13:30, di ritorno da un air show a Le Touquet, il suo Blériot Type 115 conosciuto come "il Mammoth", un quadrimotore da trasporto per 8 passeggeri, si schiantò nella foresta di Daméraucourt a nord di Grandvilliers nell'Oise. Solo il meccanico Gaston Boulet sopravvisse, mentre Jean Casale morì all'istante.
Jean Casale è sepolto nel suo paese natale a Olmeta di Tuda, in route de Saint Florent.

### Monumenti alla sua memoria
Un monumento alla sua memoria fu eretto nel 1925 nei pressi dell'ex aeroporto Louis Blériot di Buc negli Yvelines.
Si legge:
Jean-Hyacinthe Casale, marquis de Montferratto,

prit ici son dernier essor le 23 juin 1923

victime de son dévouement à la science et au progrès.»
Jean-Hyacinthe Casale, marchese di Montferratto,

ha preso la sua ultima ascesa qui il 23 giugno 1923

vittima della sua dedizione alla scienza e al progresso.»
Lo scultore di questo monumento è François Bazin.
Un altro monumento fu eretto in sua memoria ad Olmeta di Tuda in Corsica, a pochi metri dalla sua casa natale.
si legge:
Officier aviateur

As de la chasse 1914-18

Pilote réceptionnaire et d'essais

Record de charge, de vitesse et de hauteur

Pionnier de la stratosphère Mort pour la science et pour le progrès

Dans le sein de sa terre natale il trouve le calme immense de l'Éternité
Olmeta di Tuda 24 septembre 1893 Bois de Vieuville (Oise) 23 juin 1923»
Jean-Hyacinthe CASALE

Ufficiale aviatore

Asso della caccia 1914-1918

Pilota ricevitore e di collaudo

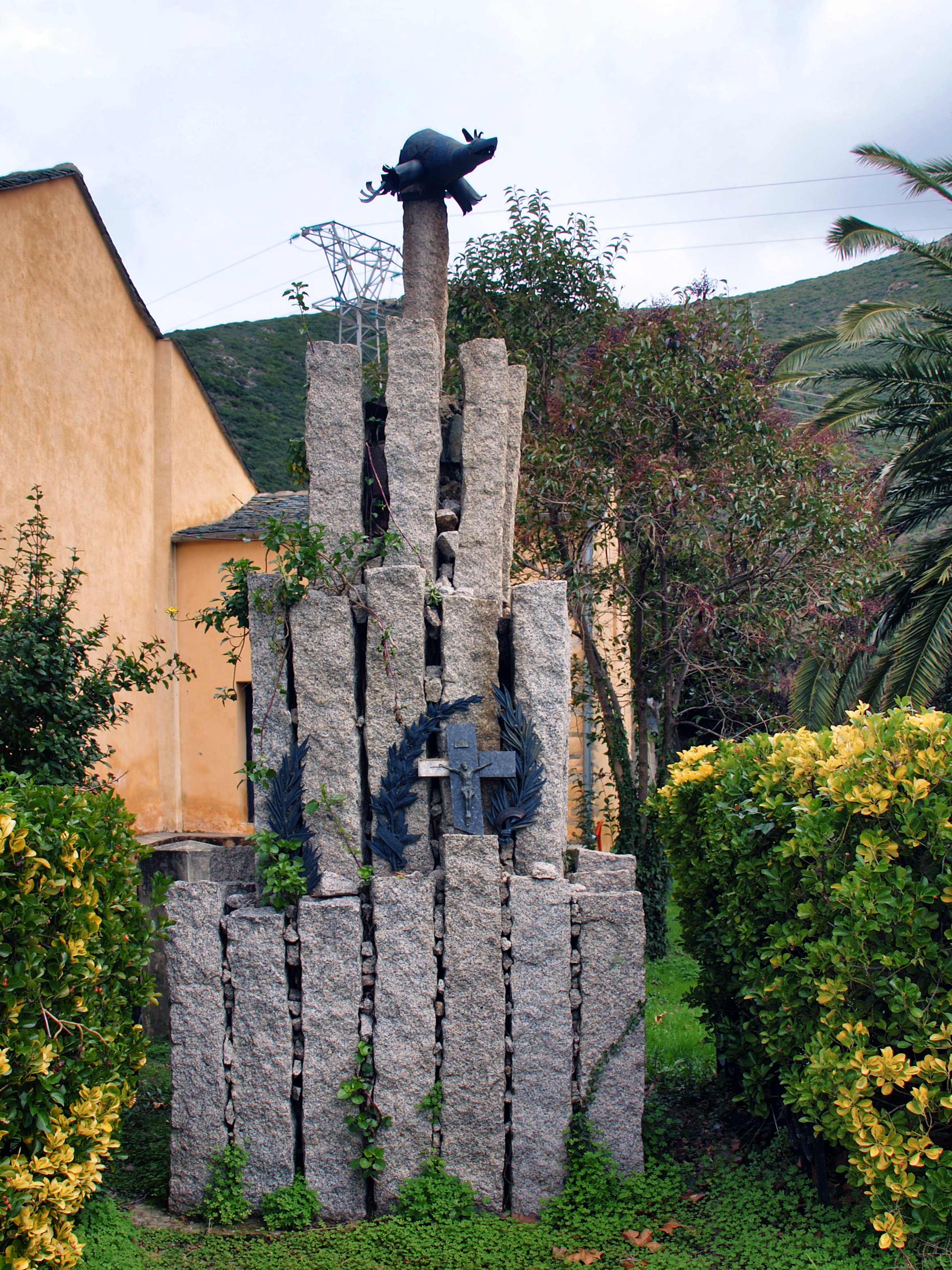
Memoriale a Jean Casale a Olmeta di Tuda

Record in carica, di velocità e di altezza

Pioniere della stratosfera

Morto per la scienza e il progresso nel seno della sua terra natale lui trova la calma immensa dell'Eternità
Olmeta di Tuda, 24 settembre 1893 Bosco di Vieuville (Oise), 23 giugno 1923»
A Jean Casale sono dedicate anche quattro vie nei comuni di Bastia, Bois-d'Arcy, Buc, Fontenay-le-Fleury e di Viry-Châtillon.